# Czyste (gmina)
Czyste – dawna gmina wiejska istniejąca  w latach 1867–1916 w guberni warszawskiej. Siedzibą władz gminy było Czyste (obecnie część Warszawy).

## Historia
Gmina Czyste  powstała 13 stycznia 1867 roku w związku z reformą gminną w Królestwie Polskim. Należała do powiatu warszawskiego w guberni warszawskiej.
Składała się z czterech nomenklatur: Czyste, Koło, Ochota i (Wielka) Wola (bez obszaru na wschód od ulicy Skierniewickiej, który w połowie XIX wieku włączono do Warszawy); była gminą wysoce zurbanizowaną.
W 1913 roku do Warszawy włączono niewielką część Woli. Stało się to dzięki staraniu przemysłowców, kupców i działaczy gospodarczych zrzeszonych w komisjach obywatelskich.
29 lipca 1910 wieś Ochota otrzymała status osady miejskiej.
W 1916 roku gmina Czyste obejmowała nadal cztery miejscowości: wsie Czyste, Koło i Wolę oraz osadę miejską Ochota. Obejmowała też obszar zwany dzisiaj Młynowem.
1 kwietnia 1916, na mocy rozporządzenia generał-gubernatora Hansa Hartwiga von Beselera, całą gminę Czyste włączono do Warszawy. Rok później sprecyzowano dokładny przebieg granic Warszawy, w związku z czym posiadłości sukcesorów Ulricha ze zniesionej gminy Czyste nie weszły w skład Warszawy, lecz włączono je do gminy Młociny.